# 梅丘寿司の美登利総本店
株式会社梅丘寿司の美登利総本店（うめがおかすしのみどりそうほんてん）は東京都で寿司店やテイクアウト寿司の事業展開を行っている企業である。

## 概要
1963年に東京都世田谷区梅丘で創業。以降都内各地で店舗を展開するほか、スーパーマーケット「オオゼキ」の店内でテイクアウト寿司の販売を行っている。

## 店舗
- 梅丘本館
- 梅丘新館
- 銀座店
- 渋谷店（渋谷マークシティ内）
- 玉川店（玉川髙島屋内）
- 赤坂店
- アトレ吉祥寺店

## 沿革
- 1963年 梅丘にて「美登利寿司」として創業
- 1984年 店舗屋号を「梅丘寿司の美登利」とする
- 1993年 現本館開店
- 1997年 玉川店開店
- 1998年 銀座店開店
- 2000年 渋谷店開店
- 2018年 香港旺角店開店

## ギャラリー

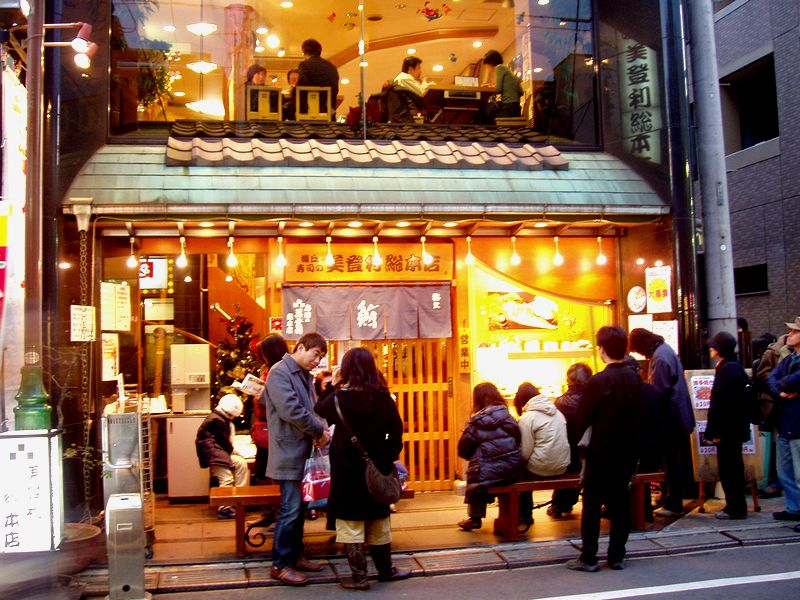
本館の外観（2007年12月8日撮影）
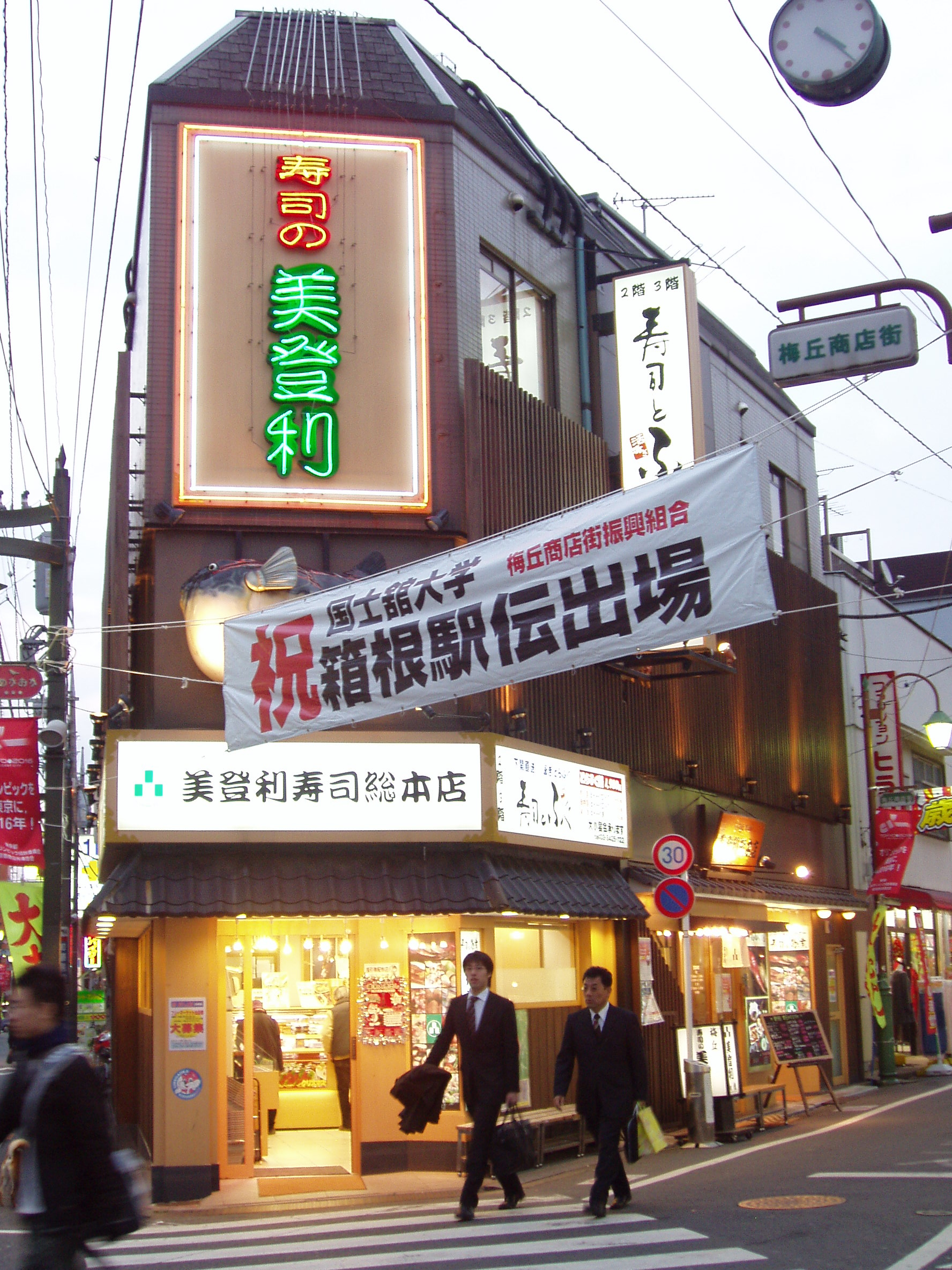
新館の外観（2007年12月8日撮影）
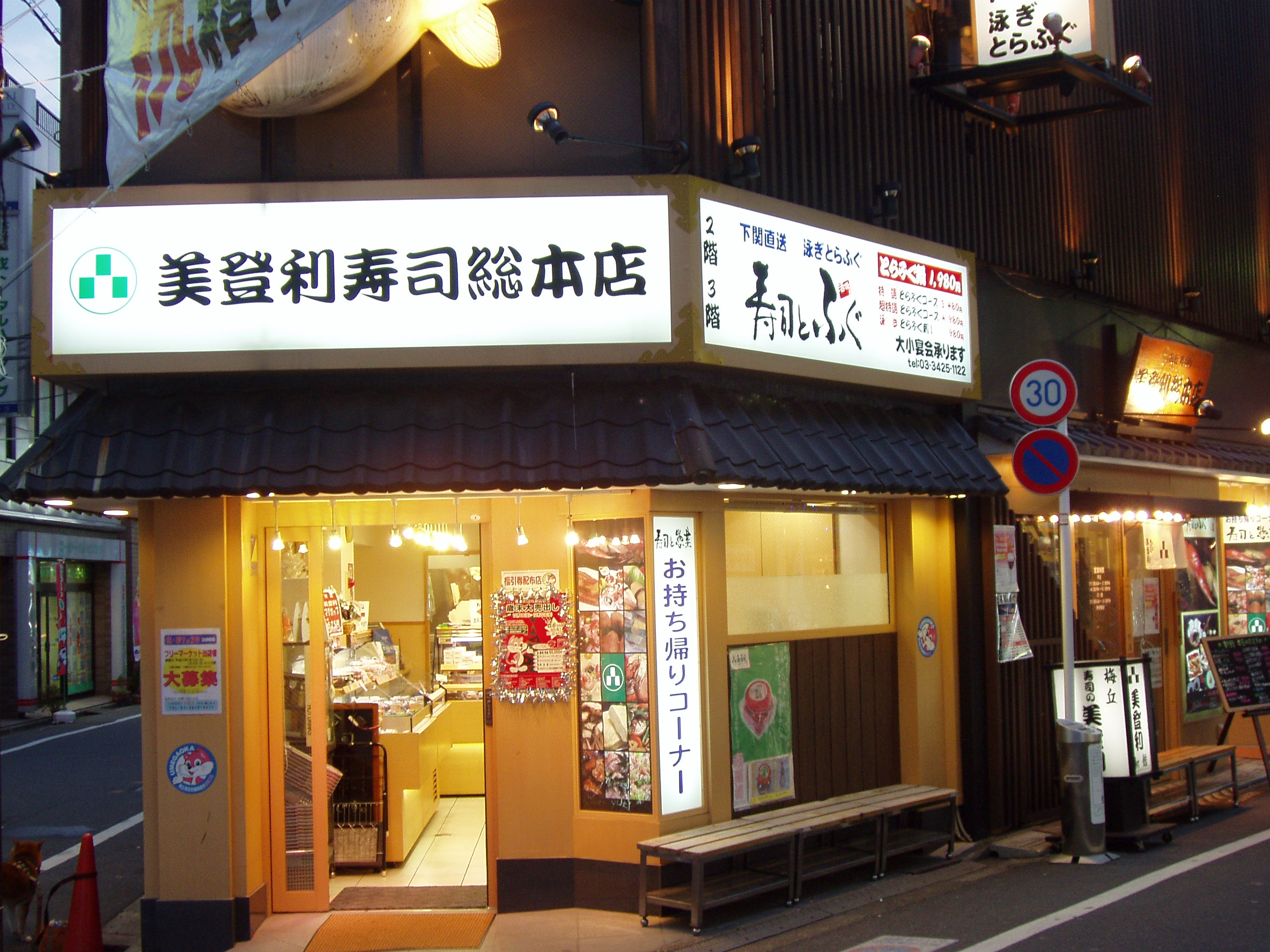
新館の外観（2007年12月8日撮影）
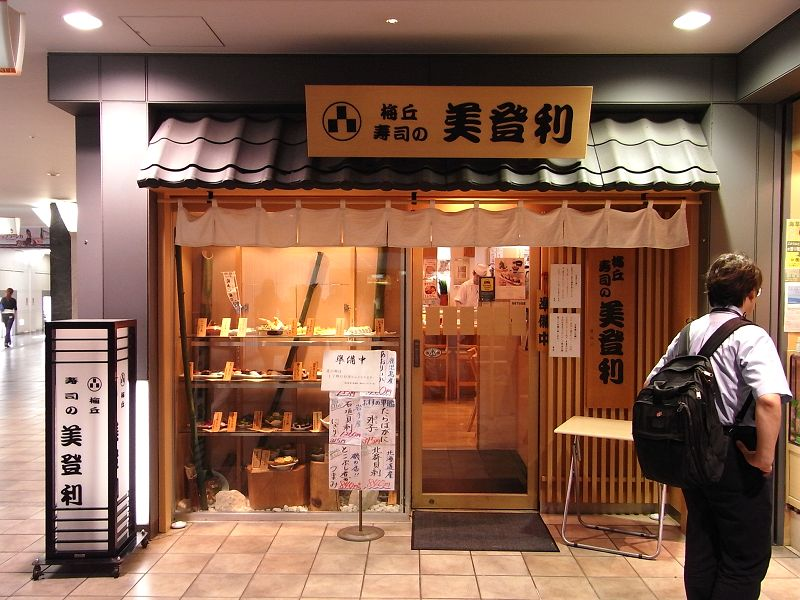
渋谷店（2008年7月24日撮影）